# Abdelilah Himich
Abdelilah Himich, surnommé Abdel le légionnaire ou Abou Souleyman al-Faransi, né le 16 novembre 1989 à Rabat au Maroc, est un djihadiste marocain ayant vécu en France,.

## Biographie
Il a vécu à Lunel (Hérault), commune marquée à partir de 2013 par le départ vers la Syrie d'une vingtaine de jeunes. Le 13 novembre 2008, il s'engage dans la Légion étrangère, au sein du 2e régiment étranger d'infanterie,. Il combat en Afghanistan durant six mois, du 3 juillet 2009 au 6 janvier 2010, et reçoit deux décorations : la médaille commémorative française le 30 août 2009 et la médaille de l'OTAN le 1er janvier 2010,. Selon sa fiche de service, hormis une ivresse l'empêchant de prendre son service le 4 juillet 2010, Abdelilah Himich est considéré comme un soldat exemplaire ; mais selon la mère de sa compagne, il revient « très marqué » par l'Afghanistan.
Abdelilah Himich fait défection le 28 septembre 2010 en profitant d'une permission pour assister à l'enterrement de son père, il est déclaré déserteur et radié des contrôles de la Légion le 21 octobre 2010,. Il retourne à Lunel, puis emménage à Salon-de-Provence avec sa compagne. Il est condamné à 48 000 euros d'amende et trois ans de prison, dont un avec sursis le 19 avril 2013 après avoir été arrêté à la gare du Nord à Paris pour avoir transporté 1,2 kilogramme de cocaïne en 2011 entre Amsterdam et Paris. Malgré ces antécédents, il parvient cependant à être recruté comme agent de sécurité par deux sociétés privées. Il ne purge que cinq mois de prison. Après avoir manqué le concours d'aide-soignant, il fréquente des personnes radicalisées et devient l'émir d'un petit groupe de candidats au départ pour la Syrie.  
Il quitte Lunel dans la nuit du 6 au 7 février 2014 et rejoint la Syrie. Il aurait d'abord intégré un petit groupe appelé Jaych Mohammed, avant de rallier l'État islamique. Nommé « émir » et placé à la tête d'un groupe de 50 hommes, il participe à ses premiers combats en mars dans la région de Raqqa où il est blessé à l’épaule par un éclat d'obus. Quelques mois plus tard, il est nommé émir de la brigade Tariq ibn Ziyad, forte de 300 combattants. Sa compagne le rejoint également en Syrie et lui donne un fils, Souleyman. 
En 2015, il aurait pris part à la formation du commando responsable des attentats du 13 novembre et de Bruxelles.
Le 22 novembre 2016, les services secrets américains rendent publique leur enquête sur les attentats. Le département d'État inscrit Abdelilah Himich, sur sa liste noire des terroristes étrangers comme « responsable des opérations extérieures » de l'État islamique et qu’il « aurait été impliqué dans l’organisation des attentats de Paris en novembre 2015 et de Bruxelles de mars 2016, mais l'information n'est pas validée par la justice française ». Une source de confusion possible serait le témoignage d'un survivant du Bataclan qui raconte avoir entendu un des deux terroristes, encore vivants après que l'un d'eux a été abattu par un policier, s'adresser à son complice pour lui demander s'il « comptait appeler Souleymane », mais les enquêteurs français attribuent cette évocation du prénom Souleymane à Ibrahim El Bakraoui dont la kunya est Abou Souleyman al-Baljiki, qui meurt en se faisant exploser à Bruxelles, le 22 mars 2016.
Il serait toutefois l'un des Français les plus importants au sein de l'EI, surtout depuis la mort d'Abou Mohammed al-Adnani, ancien porte-parole du groupe et principal coordinateur des attentats de Paris, tué en août par une frappe de drone américain. Il est rapporté aussi qu'il serait tombé en disgrâce et aurait été emprisonné. 
En 2017, il aurait pris part à la bataille de Raqqa contre les Forces démocratiques syriennes ; son sort n'est pas connu, il pourrait avoir été fait prisonnier ou aurait fait partie du convoi de djihadistes évacués de la ville après la conclusion d'un accord négocié par le Conseil civil de Raqqa,.